# Lewis and Harris
Insula Lewis and Harris (în scoțiană An t-Eilean Sgitheanach) face parte din arhipelagul Hebridelor exterioare, în nord-vestul Scoției, Regatul Unit. Este a treia cea mai mare insulă din Insulele Britanice, după Marea Britanie și Irlanda. 
De-a lungul istoriei, geografic a fost împărțit în două regiuni distincte, partea nordică cu relief plat denumită Lewis și cea sudică, muntoasă (muntele Clisham, 799 m) denumită Harris. Această diviziune este atât de mare încât nici în engleză, nici în scoțiană (vorbită de majoritatea populației), insula nu are un nume comun, fiind denumită „Lewis și Harris”. Mai mult decât atât, aproape întotdeauna, chiar și pe hărți, insula este numită Isles, adică „insule”. 

## Galerie

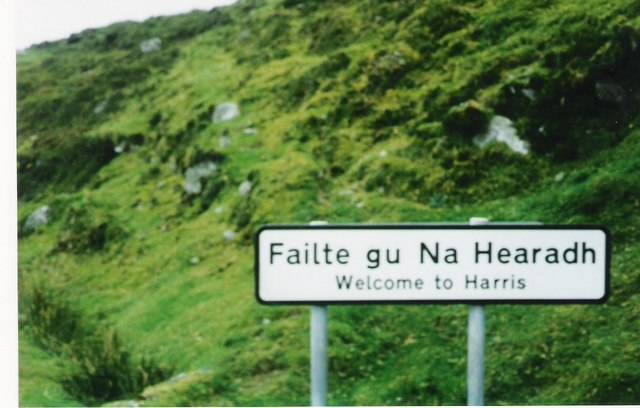
„Hotarul” dintre Lewis și Harris
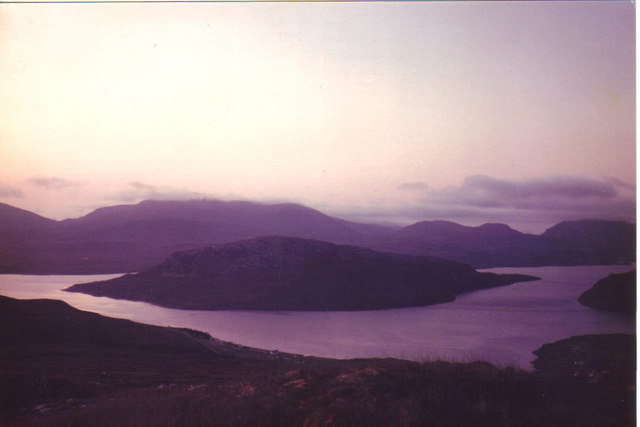
Insula Seafort
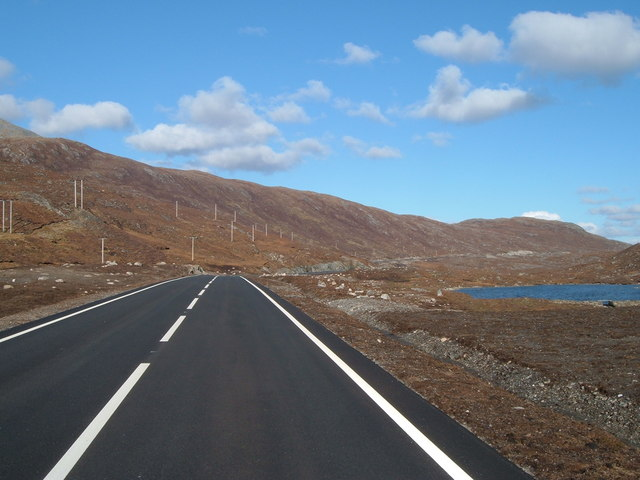
Autostradă pe insulă
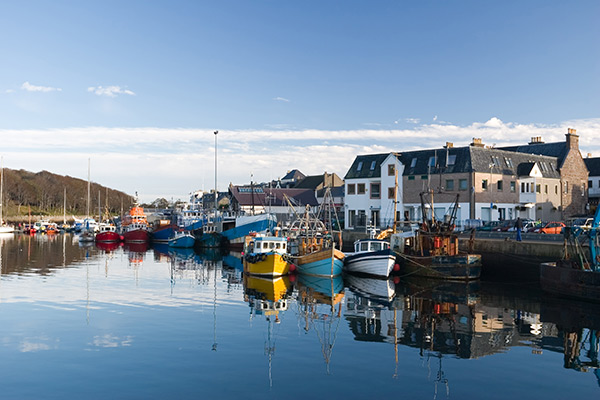
Stornoway
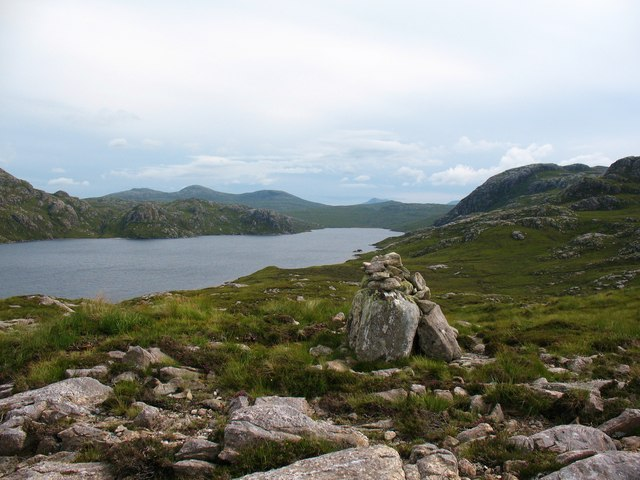
Peisaj tipic
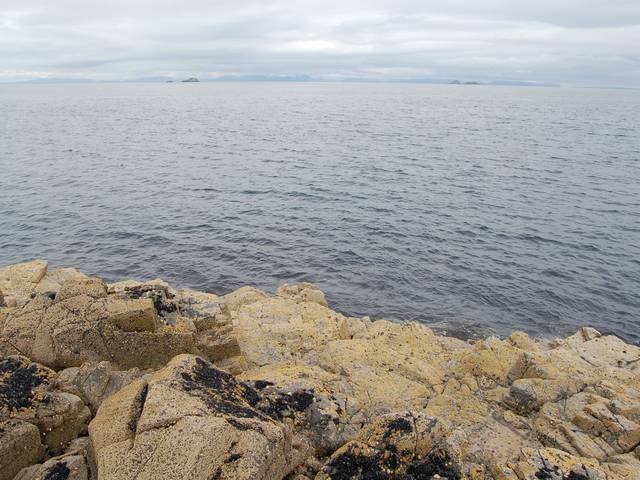
Vedere a oceanului

## Legături externe
- Pagina imigranților hebridieni din Canada